# ジャン・バルビエ
ジャン・マリー・アルベール・バルビエ（Jean Marie Albert Barbier、1922年12月14日 - 2010年9月14日）はパリ外国宣教会所属のフランス人宣教師である。1952年（昭和27年）2月29日に来日し、静岡県磐田市にカトリック磐田教会及び聖マリア幼稚園を設立した。

## 生涯

### 生い立ち
1922年（大正11年）12月14日、 フランスのフランシュ・コンテ地方ドゥー県フェルタン村の農家に11人兄弟の末子として生まれる。1934年（昭和9年）にノートル・ダム・ド・コンソラシオンの小神学校に入学、1940年（昭和15年）には御聖体の秘儀修道院付属神学校で哲学を研究した。1942年（昭和17年）10月1日、パリ外国宣教会に入会しパリの大神学校にて神学を研究、1947年（昭和22年）6月29日には司祭に叙階され、同日に中国の四川省重慶への派遣が決まった。

### 中国を追放され、日本へ
1948年（昭和23年）1月16日、マルセイユから貨客船「アンドレ・レボン号」に乗船し香港経由で中国へ向けて出発、1948年（昭和23年）2月に重慶に到着した。重慶到着後は中国語を学び、同年10月からは神学校にてラテン語を教えた。1949年（昭和24年）6月、重慶教区罎棕の主任司祭となり布教活動を開始したが、罎棕の司祭館が強盗によって略奪されたため、新場に移住し、同年10月には涪陵へ移った。
1950年（昭和25年）11月28日から29日の夜にかけて小教区は紅軍に占領され、中国共産党の支配下となり布教活動は困難を極めた。バルビエ自身も人民裁判を受け、1951年（昭和26年）2月に国外退去を命ぜられる。同年7月には重慶で監禁状態に陥り、毛沢東思想を強制的に学習させられた後、同年11月には中国から追放され香港に到着する。1952年（昭和27年）2月29日、香港から米の運搬船に乗船し日本へ向けて出発、横須賀港に到着後、パリ外国宣教会の静岡本部に身を寄せ日本語を学んだ。1953年（昭和28年）の秋には助任司祭として追手町教会に赴任、1955年（昭和29年）には助任司祭として浜松教会に転任した。

### 磐田教会と聖マリア幼稚園設立
バルビエは、中国で所属していた教会が閉鎖されたこともあって、積極的に新しい教会を設立するための活動を行った。浜松教会に赴任すると、磐田方面を担当することになり、この地区に教会を設立しようと模索する。1955年（昭和30年）、浜松教会信者の金原吉朗の協力で磐田市西町に民家を購入、同年10月26日にはバルビエも浜松から移住し「磐田カトリック教会」の看板を掲げた。1956年（昭和31年）2月6日、当時の横浜教区長であった荒井勝三郎から磐田教会小教区が正式に認可され、バルビエは主任司祭となった。当初は西町の民家を司祭館及び礼拝堂とし活動を始めた。
バルビエは「どうすれば市民と親しくなれるか」と考え、当時は幼児教育が不足していたこともあり、幼稚園の設立に動き出す。当時、パリ外国宣教会の司祭であるジョセフ・デヴィスは、すでに1951年（昭和26年）に静岡市にて静岡聖母幼稚園を設立しており、バルビエはデヴィスに相談し賛同を得たが、資金援助は断られた。1957年（昭和32年）2月、バルビエは休暇を取ってフランスへ帰国、資金調達に奔走し同年12月に帰国した。この資金に加え、浜松教会やパリ外国宣教会等の多方面からの援助や、当時の磐田商業高校校長であった山崎升の協力もあって幼稚園設立の計画は具体化した。また、バルビエはモンテッソーリ教育を綿密に研究し開園に備えた。1959年（昭和34年）、磐田市国府台に812坪の土地を購入し園舎建設を着工、翌1960年（昭和35年）4月9日に竣工し「聖マリア幼稚園」として祝別式が行われ、バルビエは初代園長となった。同年9月4日には幼稚園に隣接して司祭館が完成し、教会は西町の民家から司祭館の一室へと移転した。
1968年（昭和43年）6月2日、バルビエの念願であった聖堂建設に着工する。磐田教会信者が2年余り資金を積み立てたが足りず、資金不足の状態での着工となった。しかし、フランスの信者やパリ外国宣教会等の多方面からの援助により資金不足は解消し、同年10月6日、無事に献堂式が行われ聖堂は完成した。

### 教会と共に50年
カトリックの司祭は一般的に数年で赴任地を移動することが多いが、バルビエは磐田教会に留まり様々な活動を行った。1987年（昭和62年）には「愛の泉運動」を開始、インドのハルール地方に井戸を掘るための募金を集め現地を訪問した。以後20年以上に亘り援助を継続し、230名以上の里子に奨学金を送ると共に、井戸やスクールバス、学校施設や貧困家庭のための住居建設などに尽力した。
1998年（平成10年）10月2日、司祭館が火災により全焼する。苦労して建設した司祭館が全焼したことによってバルビエは大きな衝撃を受けたが、信者と共に復興へ尽力し、横浜教区の協力もあって翌年には再建した。2003年（平成15年）10月25日、聖マリア幼稚園長として長きに亘って幼児教育に尽力した功績により、静岡県知事表彰を受彰した。

### 晩年
2007年（平成19年）1月、叙階60周年を記念しパリ外国宣教会から顕彰されることとなり、同年7月に信者と共にフランスへ旅行する計画が発表されたが、この旅行は、バルビエが磐田教会主任司祭を退任し、フランスへ帰国するためのものであった。このことは、バルビエの意志により信者には直前まで知らされず、多くの信者はこの事実を聞いて驚いた。同年8月2日、自身が卒業したノートル・ダム・ド・コンソラシオンの小神学校にて行った叙階60周年記念のミサが、磐田教会主任司祭として最後のミサとなった。感謝の言葉を受けながら華々しく去ることを拒否し、静かに去りたいというのがバルビエの意志であった。帰国後はパリ外国宣教会のホームにて生活していたが、2010年（平成22年）9月14日、87歳で死去した。